# Desa Pandes (administrativ by i Indonesien, lat -7,76, long 110,58)
Desa Pandes är en administrativ by i Indonesien.   Den ligger i provinsen Jawa Tengah, i den västra delen av landet, 400 km öster om huvudstaden Jakarta.